# 최규성
최규성(崔圭成, 1950년 2월 4일 전라북도 김제 ~ )은 대한민국 정치인이다. 더불어민주당 소속으로 제17·18·19대 국회의원과 제9대 한국농어촌공사 사장을 역임했다.

## 학력
- 월촌국민학교 졸업(1962년)
- 김제중학교 졸업(1965년)
- 전주고등학교 졸업(1968년)
- 서울대학교 법학과 졸업(1972년)

## 경력
- 1978년 ~ 2004년4월: (주)동주무역상사 대표이사
- 1985년 서울 민주통일민중운동연합 부의장
- 1989년 서울 민족민주운동 협의회 공동의장
- 1989년 전국 민족민주운동연합 상임 집행위원
- 1991년 민주주의 민족통일 전국연합 제도정치위원장
- 1992년 민주대개혁 민주정치 수립을 위한 국민회의 부집행위원장
- 1993년 통일시대 국민정치모임 사무처장
- 1995년 새정치국민회의 창당준비위원회 총무분과 위원
- 2000년 새천년민주당 시민사회 특위 부위원장
- 2002년 새천년민주당 노무현 후보 전북지역 선거대책 위원장
- 2002년 새천년민주당 대통령 선거 대책위원회 조직본부 부본부장
- 2004년 5월 ~ 2008년 5월: 제17대 국회의원 (전북 김제시 완주군 / 열린우리당)
  - 국회 산업자원위원회 위원
  - 국회 농림해양수산위원회 위원
  - 국회 예산결산특별위원회 위원
  - 열린우리당 중앙당 사무처장
  - 열린우리당 전북도당 위원장
  - 대통합민주신당 대표비서실장
- 2008년 5월 ~ 2012년 5월: 제18대 국회의원 (전북 김제시 완주군 / 통합민주당)
  - 국회 농림수산식품위원회 위원 겸 민주당 간사
  - 국회 국토해양위원회 위원
  - 국회 쌀직불금 부당수령 진상조사를 위한 국정조사 특별위원회 위원 겸 민주당 간사
- 2012년 5월 ~ 2016년 5월: 제19대 국회의원 (전북 김제시 완주군 / 더불어민주당)
- 2018년 2월 ~ 11월: 제9대 한국농어촌공사 사장[1]
- 대한민국헌정회 각대별국회의원회회장(19대회장)
- 대한민국헌정회 전북특별자치도 시도지회장

## 범죄사실
- 국가보안법위반(범인은닉)[2]: 징역 1년, 자격정지 1년 - 1986년 선고[3]

### 차명폰, 차명계좌, 차명진료 제공
2010년 9월 뇌물수수 혐의를 받는 형인 최규호가 도주하자 최규성은 최규호가 도피할 때부터 검거될 때까지 차명폰, 차명계좌를 제공하고, 자신 및 부하 직원 등 3명의 인적 사항을 제공하여 최규호에게 차명진료를 받게 하여 최규호의 도피 행위에 가담하였다.
최규성은 2010년 12월부터 2018년 10월까지 ㅈ○○ 등 부하 직원과 자신 총 3명의 인적사항을 제공하여 최규호에게 80여 곳의 의료기관에서 총 1026회 차명진료를 받게하여 2130만원 상당의 요양급여 비용을 편취하였다(사기, 국민건강보험법위반, 주민등록법위반).
2018년 5월에는 자신의 수행비서 친구인 ㅊ□□, 수행비서 지인인 ㅂ△△ 명의의 차명폰 2개를 수행비서로부터 제공받아 이를 최규호에게 제공(전기통신사업법위반)하였으며, 비서실장 ㄱ○○ 명의 통장 및 체크카드를 양수(전자금융거래법위반)하였다.
전주지방검찰청 형사1부(부장검사신현성)는 최규성의 구속영장을 청구하였으나 2018년 12월 11일 법원에서 기각되었고, 2018년 12월 19일 최규성을 사기, 국민건강보험법위반, 주민등록법위반, 전자금융거래법위반, 전기통신사업법위반 혐의로 불구속 기소하였다.
2010년 12월에는 부동산업자 ㅅ○○ 명의의 통장 및 체크카드를 양수받고(전자금융거래법위반) 수행비서 친척인 ㅇ△△ 명의의 차명폰을 수행비서로부터 제공받았으나(전기통신사업법위반), 공소시효가 도과하여 기소되지 못하였다.
1심에서 징역 1년에 집행유예 2년을 선고받았다.  재판부는 "국회의원직이나 공사 사장이라는 지위를 사적으로 이용하며 불법을 저질렀기 때문에 비난받아 마땅하다" 라고 판결하였다.

## 범인도피교사 논란
2018년 5월 최규성의 수행비서 ㅇ○○이 도피중인 최규호가 사용할 차명폰을 제공한 것 등이 최규성이 교사한 의혹이 있었으나(범인도피교사), 2018년 12월 19일 전주지방검찰청 형사1부(부장검사신현성)는 최규성의 범인도피교사는 증거가 부족하여 혐의 없음 처리하였다.

## 역대 선거 결과
|  | 51.01% |

|  | 53.69% |

|  | 54.95% |

## 소속 정당
| 소속 정당 | 소속 정당      | 소속 기간 | 비고           |
| --------- | -------------- | --------- | -------------- |
|           | 새정치국민회의 | 1995~2000 | 창당 정계 입문 |
|           | 새천년민주당   | 2000~2003 | 합당           |
|           | 무소속         | 2003      | 탈당           |
|           | 열린우리당     | 2003~2007 | 창당           |
|           | 무소속         | 2007      | 탈당           |
|           | 대통합민주신당 | 2007~2008 | 창당           |
|           | 통합민주당     | 2008      | 합당           |
|           | 민주당         | 2008~2011 | 당명 변경      |
|           | 민주통합당     | 2011~2013 | 합당           |
|           | 민주당         | 2013~2014 | 당명 변경      |
|           | 새정치민주연합 | 2014~2015 | 합당           |
|           | 더불어민주당   | 2015~2018 | 당명 변경      |
|           | 무소속         | 2018      | 탈당           |
|           | 더불어민주당   | 2018~현재 | 복당           |

## 같이 보기
- 김제시·완주군
- 김제시의 국회의원
- 완주군의 국회의원